# Ahuacatlán, Nayarit
Ahuacatlán là một đô thị thuộc bang Nayarit, México. Năm 2005, dân số của đô thị này là 14114 người.